# Portal Tomb von Gurteen Lower
Das vollig überwucherte Portal Tomb von Gurteen Lower liegt im Townland Gurteen Lower (irisch An Goirtín Íochtarach) westlich von Kilsheelan, östlich von Clonmel im Norden des County Waterford an der Grenze zum County Tipperary in Irland. Als Portal Tombs werden auf den Britischen Inseln und in Irland Megalithanlagen bezeichnet, bei denen zwei gleich hohe, aufrecht stehende Steine mit einem Türstein dazwischen die Vorderseite einer Kammer bilden, die mit einem zum Teil gewaltigen Deckstein bedeckt ist.
Der etwa 3,0 m lange, 2,0 m breite und 0,4 m dicke, verrutschte massive Deckstein hat eine seltene Keilform. Der aufrechte Portalstein ist über 2,0 m hoch und 1,1 m breit. Der andere, mit Quarzadern durchzogene ist ungefähr gleich groß und befindet sich unter dem Deckstein. Alle Seitensteine und die Türplatte sind vorhanden.
In der Nähe steht der 1,4 m hohe Menhir von Gurteen Lower.